# Référendum constitutionnel comorien de 1996
Le référendum présidentiel comorien de 1996 a lieu le 20 octobre 1996. Il soumet au peuple comorien une nouvelle Constitution fixant la durée du mandat présidentiel à six ans, supprimant le Sénat instauré lors du dernier référendum pour un retour à un Parlement unicaméral, et limitant l'autorité des Assemblées des différentes îles.
Cette réforme constitutionnelle est approuvée par 85 % des votants. 

## Résultats
| Choix                     | Votes | %   |
| ------------------------- | ----- | --- |
| Pour                      |       | 85  |
| Contre                    |       | 15  |
|                           |       |     |
| Votes valides             |       |     |
| Votes blancs et invalides |       |     |
| Total                     |       | 100 |
| Abstention                |       | 36  |
| Inscrits/Participation    |       | 64  |